# 에너지 전환

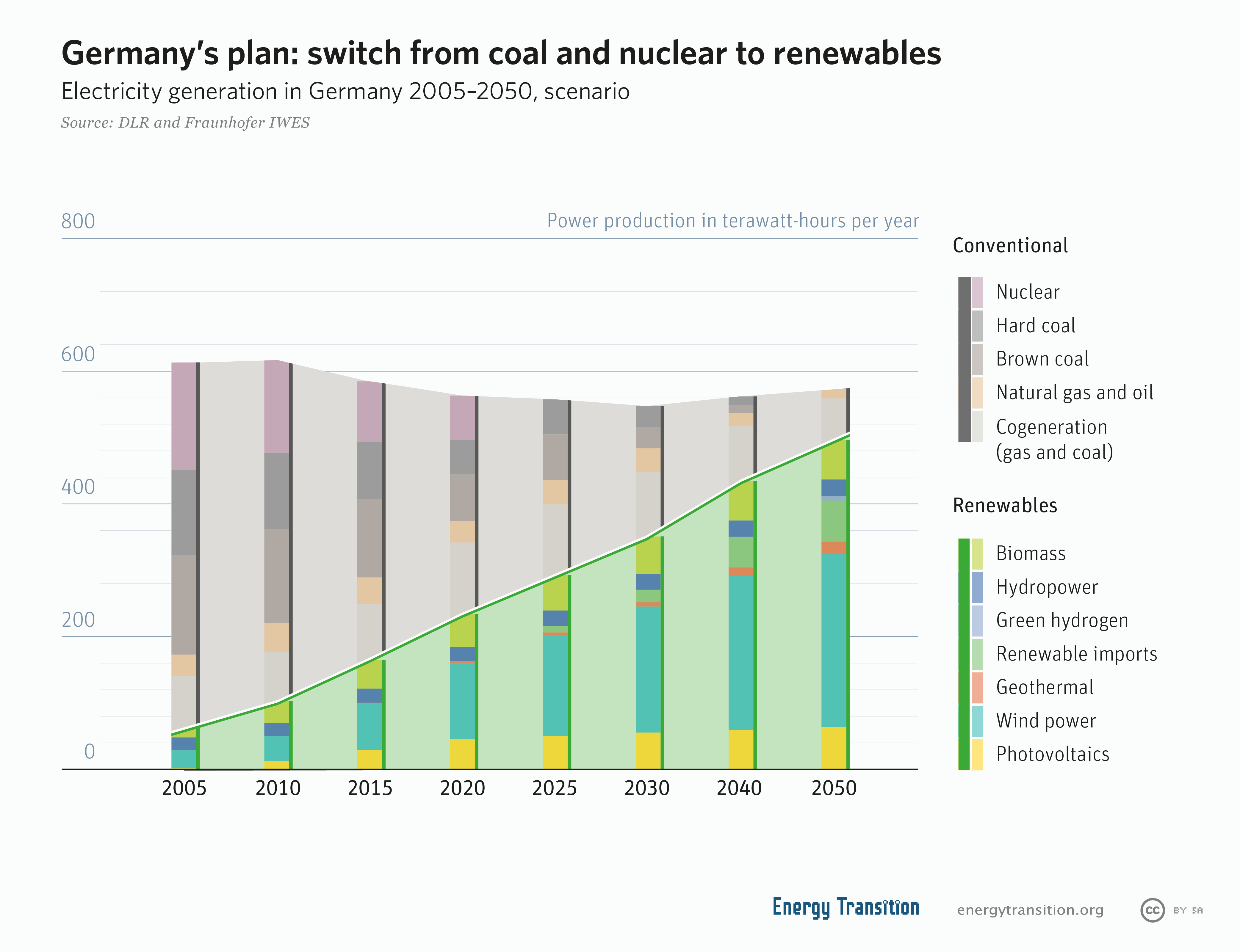

에너지 전환( - 轉換, 영어: energy transition)은 에너지 공급 체계를 화석연료와 핵분열식 원자력 기반의 지속불가능한 방법으로부터 재생에너지를 이용한 지속가능한 방법으로 바꾸는 것을 말한다. 현대적인 개념의 에너지전환, 혹은 에네르기벤데의 정의는 해당 개념이 처음으로 등장한 독일 외코연구소(Öko-Institut)에서 발간된 ‘에네르기벤데-석유와 우라늄 없는 성장과 번영’이라는 책에서 유래했다.
독일의 에너지 전환 정책연구소인 아고라 에네르기벤데(Agora Energiewende)는 에너지 공급 변화 필요성을 다음 네 가지 요인으로 설명하였다. (1) 위험 예방: 1986년 체르노빌과 2011년 후쿠시마 원전사고로 나타났듯 원자력의 위험을 안전하게 다루기 곤란하다. 또한 원자력발전소에서 발생하는 고준위방사성폐기물은 수십억 년간 방사선이 남아있어 안전하게 관리할 방법이 아직 없다. (2) 기후 보호: 화석연료의 사용은 기후 변화를 일으키는 온실가스를 배출한다. (3) 자원 희소성: 석탄, 석유, 가스는 유한하다. 화석연료에 기반한 에너지 시스템의 경제성은 점점 더 떨어질 것이다. (4) 국가 경제: 수입에 의존하던 기존 에너지원(특히 석유, 가스, 우라늄, 석탄)과 달리, 재생에너지는 현지에서 생산되므로 부가가치를 높이고 수입의존도를 낮춘다.
에너지전환의 대상이 되는 부문은 전력(Electricity), 난방(Heat), 운송(Mobility) 등 세 분야이다. 일반적으로 전력 부문이 크게 강조되어 ‘발전 방식을 재생에너지로 전환’하는 것으로 이해되곤 한다. 그러나 에너지전환에서 위 세 분야는 긴밀하게 연결되며, 에너지전환의 구체적인 형태는 여러 분야를 아우르는 모습으로 나타난다. 예를 들어 지역난방이나 열펌프는 전력과 난방 부문이 결합된 형태고, 전기운송수단은 전력과 운송이 결합된 형태다. 또한 화석연료를 에너지원으로 사용하지 않음으로써 비료나 플라스틱 생산에 필요한 화학공업 원료를 보존한다는 점에서 산업 분야의 일부에도 직접적으로 연관된다. 예컨대, 에너지전환에서 ‘탈석탄(coal phase-out)’과 ‘탈석유(oil phase-out)’는 충분히 사용 가능한 양의 자원을 자연 상태 그대로 남겨둔다는 의미도 있다.

#### 자원의 유한성
현재 진행중인 에너지전환에만 한정하면 그 기원이 18세기까지 거슬러 올라간다. 산업혁명 이전부터도 화석연료나 광물이 언젠가는 고갈될지 모른다는 우려가 있었음이 여러 문헌으로 확인된다. 16세기 영국 문헌에서는 석탄이 곧 고갈될지 모른다는 우려가 나타났는데, 이러한 우려는 몇몇 개인의 생각은 아니었는지 1563년 스코틀랜드 의회에서 잉글랜드로 석탄 수출을 금지하는 법안이 논의된 바 있다. 다만, 유럽에서 18세기까지는 석탄이 거의 무한한 자원이라는 인식이 보편적이었다.
그러나 산업혁명이 본격화되기 시작한 18세기에 이르자, 석탄이 정말 무한한 자원인가?라는 의문이 영국에서 시작되어 대륙으로 확산됐다. 근거는 통계에 있었다. 19세기 초반 영국의 경제학자들은 급속한 경제 성장에 따라 자원 수요가 기하급수적으로 늘어난다고 생각했다. 기하급수적 성장에서는 몇 해만 지나도 현재로서는 상상하기 어려운 수준으로 수요량이 늘어나므로 자원이 얼만큼 존재하든 머지않아 고갈될 수밖에 없다는 결론에 이른다. ‘멜서스 트랩’의 자원 버전인 셈이다.
이러한 논의는 19세기 말엽 독일에서도 이어졌다. 산업혁명 후발주자로서 독일은 영국이나 프랑스와 같은 광대한 식민지 네트워크를 갖추지 못했기에 그리 넓지 않은 본국에서 수급할 수 있는 자원의 양이 중요했다. 독일의 산업계와 정치권은 에너지 부족에 직면할지 모른다는 우려를 갖고 있었고, 학자들이 이에 대해 광범위하게 토의했다. 열역학 법칙을 발견한 것으로 유명한 물리학자, 루돌프 클라우지우스(Rudolf Julius Emanuel Clausius)도 1885년 발간한 저서 “on nature's energy reserves and their utilization for the benefit of mankind”에서 석탄의 고갈가능성에 대해 많은 지면을 할애해 논의했다. 클라우지우스는 석탄을 낭비한다면 에너지원 부족으로 성장의 한계에 도달할 것이라며 ‘현명한 경제’를 모색해야 한다고 주장했다. 그의 견해는 독일에서 널리 받아들여졌다.
독일의 사회학자, 막스 베버(Max Weber)는 여기서 한 걸음 더 나갔다. 베버는 화석연료의 종말이 현대 경제질서의 종말과 마찬가지라고 여겼다. 한편으로는 다른 길을 모색하는 학자들도 있었다. 베르너 좀바르트(Werner Sombart)는 화석연료의 시대가 끝나더라도 태양의 에너지에 기반을 두어 문명이 유지될 수 있으리라 생각했고, 1909년 노벨화학상 수상자인 빌헬름 오스트발트(Wilhelm Ostwald)는 인류가 화석연료를 사용한 탓에 과거의 재생 가능한 에너지를 사용하는 방법을 외면하게 됐다고 지적하며 지속가능한 경제는 태양의 복사에너지를 이용할 때 가능하다고 주장했다. 20세기 초입에 이미 화석연료 이후를 고민하는 현대와 비슷한 인식을 보인 셈이다.
19세기 말~20세기 초에 이미 에너지전환의 기본 전제가 심도 깊게 논의되고는 있었지만 아직은 학술적인 고찰 수준에 머물러 있었다. 그러다 1912년에 이르자 이탈리아에서 구체적인 행동전략이 나오기 시작했다. 이탈리아의 화학자 쟈코모 치아미치안(Giacomo Ciamician)은 후에 <사이언스>지에 게재된 그의 강연에서 석탄을 태우는 대신 인공광합성으로 태양에너지를 이용하는 방법을 제안했다. 그의 아이디어는 단순히 기술이 충분히 발전한 열강에서 더 오래 경제적 번영을 지속할 수 있는 에너지원을 찾아보자는 수준이 아니었다. 치아미치안은 여전히 해결되지 않은 문제, ‘잘 사는 북반구와 못 사는 남반구’라는 세계적 수준의 양극화 문제를 해결하는 방안으로 태양에너지를 제시했다. 치아미치안의 아이디어는 석탄을 에너지원으로 이용할 만한 인프라가 부족한 적도 지역의 저개발국에 태양에너지를 공급해 격차를 줄이자는 것이었다. 저개발국 입장에서는 석탄을 수입하지 않고도 에너지 인프라를 열강 수준으로 올려 경제발전을 기대할 수 있고, 열강 입장에서는 소비시장의 구매력이 오르니 지속적인 매출 상승을 기대할 수 있는 아이디어였다.

#### 기후변화와 재생에너지
에너지전환의 또 다른 요인인 기후변화에 대한 개념도 19세기부터 자리 잡기 시작했다. 이미 19세기 중반이면 아일랜드의 존 틴달(John Tyndall)이 이산화탄소에 의한 온실효과를 이론적으로 정립했고, 스웨덴의 스반테 아레니우스(Svante Arrhenius)가 대기 중 이산화탄소 농도와 기후변화의 연관성을 명확하게 제시하며 화석연료 사용이 기후변화를 초래할 수 있음을 증명했다.
비록 19세기 동안 공업화가 절정에 이르면서 나무나 가축의 배설물 연료와 같은 재생 가능 에너지원은 석탄에 밀려 급격하게 주변부로 밀려났지만, 학계에서의 논의에 힘입어 새로운 형태의 재생에너지가 연구되기 시작했다. 학계의 논의에서 엿볼 수 있듯, 태양에너지는 새로운 시대의 미래 에너지로서 많은 사람들을 열광시켰다. 윌리엄 애덤스(William Grylls Adams), 오귀스탱 무쇼(Augustin Mouchot)와 같은 발명가들은 태양열을 모아 활용하는 장치를 개발해 선보였다. 여기에는 증류기, 건조기나 태양열 증기기관처럼 열을 직접 이용하는 장치부터 냉장고까지 포함됐으며, 1913년에는 무쇼가 이집트에 세계 최초의 태양열 발전소를 건설하기도 했다. 그러나 이러한 장치들은 실제로 사용하기에는 아직 효율이 낮았다.
풍력은 태양광보다 일찍부터 사용됐다. 최초의 석탄발전소가 건설되고 몇 년 지나지 않은 시점에 이미 최초의 풍력발전기가 건설됐다. 풍력발전기의 빠른 보급은 자연스러운 일이었다. 산업혁명 기간 동안에도 풍차는 유럽 곳곳에 빠르게 보급되고 있었다. 교통이 열악하거나 값비싼 증기기관을 설치하기 곤란한 곳에서는 바람이 증기의 힘을 대신했다. 풍차가 ‘분산 에너지원’으로서 기능하던 셈이다. 발전기만 여기에 장착하면 간단히 분산형 발전소를 만들 수 있었다.
온전히 발전만을 목적으로 한 현대적 의미의 풍력발전 장치는 20세기 들어 덴마크에서 상용 가능한 수준으로 등장했다. 덴마크에서 개발된 풍력발전기는 미국과 독일에 수출되어 아직 전기화가 더뎠던 농촌 지역을 중심으로 보급됐다. 당시 전력생산량이 대단히 낮았고 현대와 같은 대규모 중앙전력원이 없다는 점을 고려해야 하지만, 덴마크는 이미 1918년이면 자국 내 전력 소비량의 3%를 풍력발전기로 충당하고 있었다. 전력망을 공급하기 어려운 미국의 농촌 지역에서는 1.8~3kW 규모의 풍력발전기가 활발하게 보급됐다. 농장에서 사용하는 배터리를 충전할 목적이었다. 1920~1960년대 사이에 미국 전역의 농장에 보급된 풍력발전기는 10,000기가 넘었다.
대규모 전력망에 전기를 공급하는 풍력발전소는 20세기 중반 들어 본격적으로 계획되기 시작했다. 그러나 당시의 풍력발전은 기술적으로 미숙한 점이 많아 상업용 발전기는 더 이상 건설되지 않았다. 1941년 가동을 시작한 미국 최초의 풍력발전소인 스미스-풀만 발전소는 1.25MW의 발전량을 지녔지만, 기술적인 문제가 속출하면서 4년 만에 문을 닫고 말았다.

#### ‘대안에너지’의 정체기
제2차 세계대전 이후 세계는 전례 없는 호황기에 돌입했다. 이러한 호황은 화석연료와 에너지 가격이 낮게 유지됐기에 가능했다. 화석연료가 저렴하고 효율적인 에너지원으로 자리잡음에 따라 20세기 초 논의되던 ‘대안적인 에너지’는 더 이상 진전을 보지 못했다. 무엇보다 당시로서는 전란의 흔적을 극복하고 경제를 재건하는 것이 가장 급선무였기에 모든 분야에서 효율이 가장 중요했다. 에너지 소비량은 경제성장의 핵심 지표로 여겨졌으며 산업화된 국가 모두 에너지 소비를 장려하는 모습을 보였다. 모두들 석유와 석탄이 유한한 자원이라는 사실은 알고 있었지만 적어도 현 세대에서 문제가 생길 가능성은 적다고 낙관했다.
그러나 이러한 에너지 시스템은 지속가능하지 않았다. 스탠퍼드대 정치학 교수인 레온 린드버그(Leon N. Lindberg)는 서구권에서 1950년대부터 20년 간 지속된 에너지 소비 경향을 ‘에너지 증후군’이라는 이름으로 진단했다. 에너지 증후군은 첫째, 에너지 공급량을 지속적으로 늘리려는 경향, 둘째, 국가 차원의 에너지 전략의 부재, 셋째, 관료주의와 산업계의 요구에 따른 대안적 방식 배제로 요약할 수 있다.
이러한 경향은 1970년대 오일쇼크가 일어나고서야 변화되기 시작했다. 이는 산유국의 오일쇼크는 전후 20년 동안 서구권의 대호황과 경제성장을 유지해 온 근간이 무너지기 시작했음을 뜻했다. 산유국의 주도로 석유 가격이 오르자 산업국가들의 경제는 일제히 위기를 맞았다. 저렴한 유가를 기본 전제로 삼은 경제시스템은 더 이상 유지되기 어렵다는 사실이 분명해지자 대안적인 에너지 시스템에 관한 논의가 다시 활발해졌다.
1970년대부터 관련 학과가 설립되고, 전문 학술지가 발간되는 등 생태학과 에너지전환에 대해 체계적인 학술 활동이 펼쳐졌다. 몇몇 연구자가 산발적인 고찰을 내놓던 20세기 초반과는 다른 모습이었다. 화석연료에 대한 대안을 모색하려는 움직임은 당시 선진공업국에서 활발히 건설되던 원자력까지 아우르기 시작했고, 1975년 덴마크의 벤트 쇠렌센(Bent Sørensen)이 덴마크의 전력시스템을 풍력과 태양광 중심으로 전환하는 계획을 <사이언스>지에 발표하기에 이르렀다. 1976년에는 에이머리 로빈스(Amory Lovins)가 ‘연성 에너지 경로’로 에너지전환을 공식화해 현대적인 에너지전환의 기초 개념을 정립했다. 연성 에너지 경로란 현재의 화석연료와 원자력 중심의 에너지 시스템을 점진적인 과정을 통해 재생에너지와 효율 중심의 시스템으로 바꾸는 것을 말한다.
1970년대에 에너지전환의 기본 개념이 마련됐지만 아직은 기존의 석유 중심의 에너지 경제에 대한 대안으로서 지속가능한 경제성장에 초점이 맞춰져 있었다. 그러다 1990년대 들어 기후변화에 대한 대응이 에너지전환의 또 다른 이슈로 부상하기 시작했다. 결정적인 계기는 1992년 브라질 리우데자네이루에서 개최된 유엔환경개발기구(UNCED)의 기후변화회의였다. 기후변화에 의한 지구온난화는 1970년대부터 학계에서 비중 있게 다뤄지기 시작했다. 일군의 학자들이 지구의 평균기온 상승을 예측하기는 했지만 각국의 정책이나 실물경제에 반영되기에는 아직 그 증거가 뚜렷하지 않았다. 그러나 1980년대를 거치며 하나둘씩 축적된 기후변화의 징후가 1992년의 기후변화회의에서 집대성되어 발표되자 기후변화 대응이 국제 정치의 중요한 이슈로 등장했다.
리우회의에는 154개 유엔 회원국이 참여해 ‘리우선언’으로 알려진 국제적 합의를 이끌어냈다. 리우 선언에는 기후변화로 인해 생태계 파괴가 가속화되고 인류의 경제 활동에 악영향을 줄 것이 예상됨에 따라 지속가능한 성장을 위해 국제적인 공조가 필요하다는 내용이 담겼다. 이에 따라 지속가능성이 세계 각국의 정책에 중요한 고려사항으로 등장하기 시작했다. 리우 선언의 핵심 요소들은 1997년 교토 의정서로 이어졌으며, 2005년 온실가스 배출에 대한 최초의 국제 조약으로 결실을 맺었다. 교토 의정서에는 미국 등 소수 국가를 제외한 회원국 대부분이 참여했으나 당초 제시됐던 온실가스 감축안에 비해 부족한 조치라는 한계도 있었다.
현실적인 제약사항으로 인해 그 효과가 많이 축소된 현실 정치와 달리, 학계에서는 1990년대부터 지속가능한 경제시스템에 대한 연구가 폭발적으로 늘어나기 시작했다. 재생에너지와 관련된 학술논문이나 에세이는 영문 문서 기준으로 1992년 500여 건 정도였으나 2011년에는 9,000건 가까이까지 늘어났다. 가장 활발하게 연구된 분야는 태양광이었다.
관련 연구가 확대됨에 따라 1998년에는 대규모 재생에너지 시스템에 대한 연구도 나타나기 시작했다. 과거와 달리 이 시기부터 연구된 재생에너지 시스템은 실제 적용을 염두에 둔 것으로, 학계에서 정치권에 산업계에 제시하는 ‘실행안’에 가까웠다. 국가 차원의 에너지시스템을 구축하려는 연구가 활발했으며, 독일의 과학자인 그레고르 치슈(Gregor Czisch)는 이러한 논의를 확장해 2006년 유럽 전역과 북아프리카를 아우르는 100% 재생에너지 전력시스템을 구상하기도 했다.

#### 에너지전환 담론의 확산
2010년에 이르러 큰 변화가 나타나기 시작한다. 에너지전환에 대한 담론이 학계를 벗어나 경제계와 정치권에서도 중요하게 논의되기 시작한 것이다. PwC나 블룸버그와 같은 컨설팅 기업들이 재생에너지 프로젝트를 비중 있게 다뤘으며 IPCC를 비롯하여 유럽연합(EU)와 같은 행정기구도 재생에너지 전략을 내놓기 시작했다. 미국과 중국, 일본을 비롯해 세계 각국에서 학계에서의 연구성과를 바탕으로 전력원의 100%를 재생에너지로 대체하는 시나리오들이 쏟아져 나왔다.
현재 에너지전환은 산업화된 국가 전반에서 다양한 방식으로 추진되고 있다. 가장 극적인 변화를 보인 곳 중 하나는 중국이다. 21세기에도 재생에너지로의 전환은 산업화된 선진국을 중심으로 이루어지고 있었다. 저개발국이나 개발도상국은 급격한 경제성장으로 에너지 수요가 증가하면서 상대적으로 발전효율이 낮고 비용이 많이 드는 재생에너지보다 화력과 같은 ‘완성된’ 기술이 선호되는 경향이 있었다. 중국 역시 마찬가지였으나, 중국 국내 정치에서 환경오염이 심각한 이슈로 떠오르면서 국가 주도의 재생에너지 정책이 강력하게 추진됐다. 2013년에 이르면 중국은 풍력 터빈과 태양광, 스마트그리드 기술에서 세계 선두 그룹으로 올라섰다.
에너지전환이 중요한 국가 정책으로 등장하면서 에너지전환에는 국가 차원의 안보 개념도 추가됐다. 에너지 자원을 수입에 의존하는 국가 대부분은 에너지원 수입을 줄임으로써 에너지 수급에 영향을 주는 외부 요인을 차단해 에너지 안보를 유지하려는 움직임을 보였다. 이러한 변화는 부수적인 효과도 낳았는데, 에너지 자원을 둘러싼 분쟁 위험을 크게 낮춘 것이다.
에너지전환이 갑작스럽게 중요한 정치적 과제로 급부상한 이유로는 21세기 들어 대두된 여러 위기를 들 수 있다. 2011년의 후쿠시마 원자력발전소 사고, 2008년의 글로벌 금융위기, 2010년을 전후해 심각해져서 현재진행중인 아시아 국가들의 대기오염 문제가 대표적이다. 이러한 위기에 대응하는 과정에서 에너지전환이 가장 근본적인 솔루션으로 제시됐다는 것이다.
국가별로 해결하려는 문제나 제반 사정은 달랐지만 세계 여러 국가들이 정책적으로 에너지전환을 추진하면서 초국가적 수준에서도 움직임이 활발해졌다. 국가별로 추진중인 재생에너지 정책을 지원하기 위해 국제재생에너지기구(IRENA)가 2010년 설립됐으며, UN은 2011년 ‘모두를 위한 지속가능 에너지’라는 종합 계획을 발표했다. 2015년에는 독일 슐로스 엘마우 호텔에서 열린 G7 회의에서 주요국 정상들은 2050년까지 전세계 온실가스 배출량을 70%까지 감축하고 2100년까지 완전한 탈탄소화를 이루기로 합의했다. 국제적 공조에서 확인할 수 있듯, 2010년대 급속하게 진전된 에너지전환은 기후변화 대응을 가장 중요한 명분으로 내세웠다.
2020년 에너지전환 흐름은 또 다른 변화를 겪는다. COVID-19 사태로 인해 세계 경제가 대공황에 필적하는 수준의 침체를 겪으면서, 에너지전환은 포스트 코로나 경제체제의 기반으로 논의되기 시작했다. 세계 각국은 ‘그린 뉴딜’과 같은 형태로 재생에너지 및 분산에너지 기반의 경제 부흥 프로그램을 내놓으면서 또 다른 도약을 준비하고 있다.

### 에너지전환의 목적

#### 지속가능한 에너지 공급
에너지전환의 기본적인 목적은 전력, 난방, 운송의 세 가지 분야에서 지속가능한 에너지 공급을 실현하는 것이다. 일반적인 정의에 따르면, 지속가능한 에너지 시스템의 에너지는 ‘넉넉한 양이 인간의 기준으로 보기에 오랜 기간 지속적으로 공급되어, 현재의 생활양식을 유지할 수 있을 뿐 아니라 향후 더 나은 여건을 달성하기에 충분할 것’을 조건으로 한다. 이는 에너지전환이 화석연료 이전의 시대로 회귀하는 데 있는 것이 아니라, 현대인의 편리한 생활양식을 포기하지 않으면서도 환경과 자원을 비가역적으로 소진시키지 않는 방법을 찾는 데 있음을 뜻한다.
따라서 지속가능성은 생태학적 관점, 경제적 관점, 사회적 관점을 모두 포괄하며, 각 관점에서의 목표를 균형 있게 추구해야 한다. 따라서 지속가능성은 경제적, 사회적, 생태적 가치를 꼭짓점으로 둔 삼각형에서 균형을 찾아나가는 것으로 표현할 수 있다. 세 가지 가치 중 어느 것에 가중치를 두어야 하는지, 균형점이 어디인지는 논란이 있지만 이들 세 가지 가치를 함께 고려해야 한다는 점은 널리 받아들여지고 있다.
일부 연구자들은 지속가능성의 삼각형을 기반으로 미래의 에너지 시스템이 갖춰야 할 조건을 더 세분화해 제시하기도 한다. 아이헬브뢰너와 헨센과 같은 연구자들은 다음 아홉 가지를 미래 에너지의 기본 조건이라고 주장했다. ① 충분한 에너지를 공급할 것, ② 수요 기반의 에너지 품질과 유연성, ③ 에너지 안보, ④ 자원 보존성, ⑤ 낮은 위험도, ⑥ 환경 지속성, ⑦ 국제적인 호환성, ⑧ 사회적 수용성, ⑨ 저비용.

#### 기후변화 대응
에너지전환의 또 다른 중요한 목적은 에너지 분야의 탄소배출량을 줄여 기후변화에 대응하는 데 있다고 알려졌다. 그간의 연구를 통해 대기 중 온실가스 양과 평균기온 사이에 인과관계가 있다는 사실은 명확하게 입증됐다. 따라서 기후변화의 폭을 줄이려면 온실가스 배출량을 일정 수준 이내로 제한해야 한다. 파리협약에서 합의된 ‘2050년까지 2도 상승’ 목표에 부합하려면 2011년부터 2050년 사이에 배출되는 탄소 양이 870~1,240기가톤 수준에 머물러야 한다. 이는 2011년 기준 전 세계 가채량 중 석유는 1/3, 천연가스는 1/2, 석탄은 80%가 2050년까지 사용되지 않은 채 남아있어야 한다는 이야기다.
다만 이는 이론상의 수치일 뿐, 실제로는 ‘카본 버블’ 때문에 실현되기는 거의 불가능하다. 카본 버블이란 화석연료 관련 기업의 가치평가에 탄소배출에 따른 비용이 반영되지 않아 해당 기업이 상대적으로 고평가된 ‘거품’ 상태인 것을 말한다. 화석연료 기업의 가치는 현재 가채굴량의 전부를 생산에 투입할 것을 전제로 평가된다. 따라서 IPCC 권고에 따르기 위해 화석연료의 사용과 생산을 줄이면 화석연료 관련 기업의 잠재적 가치가 하락한다. 시티은행은 파리협약의 2도 상승 안을 기준으로 카본 버블을 산정할 경우, 약 100조 달러에 이르는 것으로 평가했다. 현재 남은 수준의 이 정도 수준의 버블은 세계 경제에 치명적인 악영향을 줄 가능성이 높으므로 가급적 충격을 완화하는 방법을 찾아야 한다.
현실적인 차원에서 파리협약의 목표를 달성하려면 세계 이산화탄소 배출량은 연간 400억 톤에서 10년마다 절반씩 줄어들어야 한다. 산술적으로 계산하면 2050년까지 매 5~7년마다 두 배씩 재생에너지 발전량이 증가해야 함을 뜻한다. 반대로 석탄 연소는 2030~2035년, 석유 연소는 2040~2045년 사이에 완전히 중단되고 천연가스 사용량도 현저히 감소돼야 한다.

#### 사회·윤리적 이슈
기술적, 경제적, 환경적 요인도 중요하지만 에너지전환은 궁극적으로 ‘사람’을 위한 것이다. 따라서 에너지전환은 윤리적, 사회적 기준에도 부합해야 하며, 이는 위에서 설명한 지속가능성 개념에도 반영되어 있다. 에너지전환의 윤리적인 필요성을 간단히 요약하면 ‘에너지 분배정의의 실현’이라고 할 수 있다. 화석연료는 지구상의 특정 지역에서만 생산된다. 따라서 비용을 지불해야 하는 재화로서 모든 국가에 평등하게 분배되는 것은 불가능하다. 아울러 총량이 한정된 재화로서 미래의 세대가 현재의 세대가 동일한 수준의 에너지자원을 공유하는 것 역시 불가능하다. 국가간, 세대간 에너지 분배가 불공정해지는 것이다.

##### 보건 문제
사회적으로 중요한 이슈 중 하나가 보건 문제다. 2014년 기준, 매년 세계에서 700만 명이 대기오염으로 인한 호흡계 및 순환계 질환으로 사망한다. 기후변화로 열섬효과가 강해짐에 따라 향후 도시 지역을 중심으로 대기오염 사망자는 더 증가할 것으로 예상된다. 대기오염이 주요 원인으로 강하게 의심되는 천식이나 암까지 고려하면 대기오염으로 인한 피해는 더 커진다.
보건이 사회적으로 중요한 이슈인 이유는 현대 사회에서 질병이 단지 개인의 문제만으로 끝나지는 않기 때문이다. 특정 질환 환자가 늘어나면 의료 인프라가 포화되어 다른 질환에 대응할 수 있는 역량이 줄어들뿐 아니라, 노동인구의 경우에는 입원 및 치료 기간 동안 노동시간이 줄어 경제와 사회적 생산력에 부정적인 영향을 준다. 어느 나라에서나 개인의 보건이 중대한 국가 정책인 이유도 건강이 사회적 생산력으로 직결되기 때문이다. 대기오염물질 중 상당 부분이 화석연료를 연소할 때 발생하므로 자연히 에너지원의 변환은 보건 문제를 해결하는 데 기여한다.
이러한 견해는 학술 연구로 입증된다. 국제적인 의료 학술지 <랜싯>에 2015년 실린 리뷰 논문에서는 일반적으로 경제가 발전할수록 보건 상태도 좋아지지만, 기후변화가 심각하게 나타나는 곳에서는 보건상태가 오히려 나빠질 수 있다고 결론내렸다. 따라서 기후변화에 대한 대응이 공공보건을 개선하는 데 가장 중요한 방법이라는 것이다. 이 논문에서는 기후변화 대응책이 빈곤과 국제적 불평등과 같은 문제도 동시에 해결할 수 있을 것으로 내다봤다.
산업화된 국가에서 대기오염물질은 전력 부문에서는 석탄에서, 난방과 운송 부문에서는 석유에서 주로 나온다. 나무로부터 만든 팰릿이나 바이오연료와 같은 바이오매스 역시 중요한 오염원이다. 이에 비해 천연가스는 대기오염에 많은 영향을 주지 않는다. 따라서 풍력, 물, 태양광을 포함한 재생에너지원(WWS, Wind, Water and Solar Energy) 사용을 확대하고 과도기적 연료로 석탄 대신 천연가스를 사용한다면 공공보건과 환경 문제 상당수를 해결할 수 있다. 이와 함께 난방과 운송 부문에서 직접 사용되는 화석연료를 전기화를 통해 줄여야 한다. 이러한 방법으로 대기오염을 2030년까지 절반 수준으로 줄인다면 2040년까지 400만 명의 사망자를 줄일 수 있을 것으로 기대된다.

##### 에너지 접근성 문제
에너지에 대한 접근성도 중요한 이슈다. 세계적으로 에너지에 대한 접근성은 평등하지 않다. 많은 개발도상국의 촌락 지역은 현대적인 생활에 필요한 최소한의 에너지도 얻기 어려운 ‘에너지 빈곤’ 상태에 있다. 게다가 세계 경제가 발전함에 따라 산업 및 인구 중심지의 에너지 수요가 급증함에 따라, 에너지 공급 역시 주요 소비지에 집중되다 보니 불평등은 심화되고 있다. 국제적인 에너지 시장의 질서도 불평등을 심화하는 데 기여한다. 원유와 같은 주요 에너지원은 달러와 같은 기축통화로만 거래되다 보니, 외환보유고가 낮은 개발도상국은 에너지 거래에 어려움을 겪기 마련이다.
구체적인 정보를 보면 불평등은 분명해진다. 2010년 기준 주요 8개국의 인구는 전 세계 인구의 12%에 불과하지만 세계 1차 에너지원 소비량의 50%를 소비한다. 이에 비해 소득 하위 25%에 해당하는 국가들의 에너지 소비량은 전 세계 소비량의 단 3%만을 차지한다. 에너지가 경제활동의 근간에 해당하다 보니 에너지 소비량의 불평등은 식량자원에 대한 접근성, 유아사망률, 기대수명과도 밀접한 상관관계를 보인다. 일부 연구의 추산에 따르면, 소득 하위 국가 인구에 연간 1인당 2.6TOE에 해당하는 에너지가 공급된다면 에너지 소비 불평등에 따른 부정적 효과를 상쇄할 수 있을 것으로 기대된다. 이는 전세계적인 유통질서에 영향을 받지 않는, 지역 내 자원을 이용해 생산되고 소비되는 에너지원이 보급된다면 세계적인 불평등 문제 중 상당 부분을 해결할 수 있음을 뜻한다.
사회적 가치와 관련된 마지막 이슈는 세대간 정의의 문제다. 화석연료는 매장량이 한정되어 있다. 따라서 현재 세대가 화석연료를 많이 사용할수록 미래 세대가 사용할 수 있는 양은 줄어든다. 게다가 화석연료를 사용하는 데 따른 이익은 현재 세대가 취하는 반면, 환경오염이나 탄소배출 등 공해로 인한 불이익은 미래 세대가 감수한다. 결국 현재 세대는 이득만을 취하고 문제점만을 미래 세대에게 전가하는 한편, 미래 세대는 선택의 여지 없이 해결해야 할 오염 문제를 물려받는 꼴이 된다. 따라서 고갈 가능한 자원 사용을 줄이고 오염물질 배출이 적은 에너지원을 사용한다면 다른 세대에 부담을 지우지 않고도 필요한 만큼의 에너지를 쓸 수 있을 것이다.

##### 기본권으로서의 에너지
에너지를 기본권의 관점에서 접근할 수도 있다. 기본권의 사전적 의미는 헌법에 의해 보장되는 국민의 기본적 권리를 의미한다. 기본권의 종류에는 포괄적 기본권인 행복 추구권이 있고, 개별적 기본권에는 자유권, 평등권, 사회권, 참정권, 청구권 등이 있다. 에너지 기본권이란 이 같은 기본권의 범주에 필수 공공재인 ‘에너지’를 추가한 것이다. 어두운 밤에는 전등을 켜 환하게 밝힐 수 있는 권리, 그리고 추운 날씨에는 따뜻한 곳에서 지낼 수 있는 권리 등이 이에 해당한다.
대한민국의 현행법상 에너지 기본권은 법제화되지 않았기 때문에 명시적으로 규정되지 않았다. 다만 헌법 제34조 1항인 ‘모든 국민은 인간다운 생활을 할 권리를 가진다’라는 규정을 통해 생존권적 기본권에 대해 주목할 필요가 있다. 또한 에너지법 제4조 5항인 ‘국가, 지방자치단체 및 에너지공급자는 빈곤층 등 모든 국민에게 에너지가 보편적으로 공급되도록 기여해야 한다’도 에너지 기본권의 의미를 일부 담은 법안으로 보고 있다.
이처럼 관련 법안을 통해 에너지 기본권에 대한 개념은 조금씩 반영되었지만, 에너지 기본권 자체는 법제화되지 않은 상태로 남아있다. 다만 빈곤층을 위한 에너지 복지를 다양한 정책으로 추진하고 있어 에너지 기본권을 보장하려는 움직임은 정부 차원에서 꾸준히 이어지고 있다. ‘에너지 바우처(energy voucher)’나 ‘최저 광열·수도비’ 같은 제도를 통해 에너지 취약 계층을 돕는 제도가 대표적이다.

### 에너지전환의 구성요소
에너지전환의 가장 중요한 개념적 요소는 재생에너지 확대, 에너지 효율 증가, 불필요한 에너지 소비 감소 세 가지로, 모두 화석연료 기반의 경제 체제를 변화시키는 데 필수적으로 고려할 사항들이다.

#### 재생에너지
재생에너지는 사용에 따라 고갈되지 않는 에너지를 말한다. 이는 절대적인 고갈이 아니라 사람의 기준에서 본 상대적인 개념을 뜻한다. 예컨대 태양에너지는 35억 년 후에는 지금보다 확실히 많이 줄어들겠지만 인류 입장에서는 현생 인류가 존속하는 한은 계속 유지된다고 생각하는 것이 자연스러우니 ‘고갈되지 않는’ 범주에 속한다. 지열에너지는 태양보다 수명이 짧지만 역시 인류의 역사와는 비교할 수 없을 만큼 긴 시간 지속되므로 재생가능한 에너지다. 지구와 달의 궤도가 유지되는 한 지금과 동일한 형태로 존속하는 기조력, 세부적인 모습은 바뀌더라도 지구의 대기가 존재하는 한 유지되는 강물의 흐름 역시 재생 가능한 에너지다. 또한 재생 가능한 에너지로 인해 발생한 에너지의 흐름인 바람이나 해류 역시 재생가능 에너지에 속한다.
모든 재생가능 에너지원 중 풍력과 태양광은 가장 중요한 에너지원으로 손꼽힌다. 입지조건에 제약이 큰 다른 재생에너지와 달리, 지구상의 거의 모든 국가에서 사용할 수 있기 때문이다. 따라서 현재 전 세계적으로 확산중인 재생에너지 발전도 풍력과 태양광 중심으로 이루어지고 있다.
재생에너지원은 화석연료를 포함한 전통적인 에너지원에 비해 탄소배출량이 분명하게 낮다. 산정 방식이나 기술 발전에 따라 세부적인 수치가 달라지기는 하지만, 2015년 연구에 따르면 1kW당 탄소배출량이 풍력은 9.4g, 수력은 11.6g, 태양광은 29.2g, 태양열은 30.9g, 지열은 33.6g으로 나타난다. 이에 비해 화석연료 발전 중 가장 탄소배출량이 적은 복합가스화력은 350~400g, 석탄화력(무연탄)은 750~1050g에 달한다. 재생에너지의 탄소배출은 상당량이 발전 및 송전 장비 생산 과정에서 발생하므로 에너지전환이 상당 수준 이루어져 생산량이 많아지면 1kW당 탄소배출량은 더 줄어들 가능성이 높다.

#### 에너지 효율
에너지효율은 다양한 의미로 이해될 수 있으나, 에너지전환과 관련해서는 ‘합리적인 에너지 사용’을 뜻한다. 구체적으로는 개별 에너지 변환(사용) 과정이나 운송, 저장 과정에서 일어나는 질적, 양적 손실을 줄이는 것으로 정의된다. 따라서 에너지를 사용하는 모든 활동이 에너지효율에 영향을 줄 수 있다.
일반적으로 기술 발전에 따라 에너지효율은 향상된다. 최신 가전제품은 과거 제품에 비해 더 적은 전력을 소모하고도 더 많은 일을 하며, 최신 건축 자재일수록 단열성능이 높아 에너지 손실을 줄이는 데 기여한다. 최근 들어 급속하게 보급된 LED 전구 역시 전체적인 에너지효율을 높이는 데 중요한 역할을 한다.
에너지효율 향상 효과가 가장 큰 분야는 건축이다. 건축물에서 발생하는 탄소배출량은 1차 에너지원 소비에 따른 탄소배출량의 약 40%를 차지하며, 이 중 대부분은 냉난방 과정에서 발생한다. 독일의 사례에서는 주택의 에너지 사용량 중 80%가 난방에 사용되는데, 기존 건물을 리모델링하는 것만으로도 30년 내에 난방용 에너지 소비량을 절반으로 줄일 수 있을 것이다. 2015년 기준 유럽의 건물 리모델링률은 연간 1.4% 정도인데, 이 비율대로라면 2005년에서 2050년 사이 건물 분야 에너지 소비량이 40%가량 줄어들 것으로 기대된다. 리모델링율을 2%로 높이면 74%의 에너지 절감이 가능하다. 패시브 건축과 같은 최신 개념을 도입해 건물을 신축할 경우 에너지 절감 효과는 더 커진다. 유럽 기준의 패시브 건축물은 같은 규모의 기존 건축물에 비해 단 5%의 에너지만 사용하는 것으로 나타난다.
이처럼 최신 기술일수록 에너지 효율이 높다 보니, 선진공업국에서는 기술 발전에 따라 전체 에너지 사용량은 줄어드는 현상이 나타나고 있다. 특히 GDP가 늘어날수록 에너지 소비량도 그에 비례해 증가한다는 것이 상식에 가까웠지만, 최근에는 에너지 소비량이 GDP 상승에 역행하는 ‘디커플링’ 현상도 보편화되고 있다.

#### 에너지 절약
재생에너지 확충이나 에너지 효율 개선에는 별도의 기술과 투자가 필요하다. 그에 비해 에너지 절약은 소비자의 행동 변화만으로 에너지 소비량을 줄이는 것을 말한다. 에너지절약은 즉시 적용이 가능하고 비용이 들지 않는다는 점에서 유용하다.
가장 간단한 사례는 가정 내에서 대기전력 소모를 방지하기 위해 전원 플러그를 뽑아두는 것을 들 수 있다. 에너지절약을 편리하게 할 수 있도록 개별 스위치가 적용된 콘센트를 사용하는 것처럼 별도의 장비를 이용할 수도 있다. 이외에도 실내 냉방 온도를 높이거나 난방 온도를 낮추는 것, 자가용 차량 이용을 줄이고 대중교통을 활용하는 것, 연비운전을 습관적으로 하는 것 등이 모두 에너지절약의 사례다. 이러한 행동 변화만으로도 가정에서 사용되는 에너지의 35% 정도를 절약할 수 있다.
에너지절약은 개인적 차원의 행동 변화뿐 아니라 정책을 통해 실현 가능하기도 하다. 에너지 효율이 낮은 자동차를 가려내 적절한 조치를 취하는 데 필요한 정기검사, 도심의 도로를 대중교통 중심으로 바꾸기 위해 도심 주차 요금을 올리고 교외 지역의 요금은 낮추는 것, 대중교통의 노선 조정 등이 모두 에너지절약 사례에 해당한다.

#### 전기화와 섹터간 융합
지속가능성과 안보 관점에서 봤을 때, 여러 장비나 기기에 사용되는 에너지원은 일원화될수록 좋다. 따라서 난방, 운송 부문의 에너지원을 전기로 통합한다면 재생에너지로 생산된 전력을 여러 부문에 효율적으로 사용함으로써 전체 에너지 사용량을 줄일 수 있을 것이다. 이러한 ‘섹터간 융합’은 다양한 기기의 에너지원을 전력으로 바꾸는 ‘전기화’를 통해 달성할 수 있다. 이에 더해 전기를 사용하는 기기는 작동 과정에서 온실가스를 배출하지 않으므로 발전 섹터만 탈탄소화할 수 있다면 에너지 시스템 전체의 탄소배출량을 크게 줄일 수 있다.
열펌프가 대표적인 사례다. 열펌프는 전기를 이용해 온도가 낮은 곳에서 높은 곳으로 열을 이동시키는 장치로, 현재 상용화된 기술 중 단일 기술로는 온실가스 배출에 가장 크게 기여할 것으로 기대된다. 냉온장고나 냉난방기를 건물 단위로 적용하는 개념의 기술이라고 볼 수 있다. 열펌프 기술이 적용된 국제에너지기구(IEA)는 화석연료를 사용하는 건물 난방시스템 중 30%만 열펌프로 교체해도 연간 8%가량의 탄소배출량을 줄일 수 있을 것으로 내다봤다. 화석연료를 이용한 보일러처럼 배출가스가 생성되지도 않으므로 대기오염물질을 배출하지 않는다는 것도 장점이다. 열펌프와 마찬가지로 전기자동차 역시 에너지 이용 효율을 높이는 동시에 대기오염물질 배출을 줄이는 데 유용하다.
한편, 에너지를 소모하는 과정에서는 필연적으로 열에너지 형태의 손실이 발생한다. 손실열은 별도의 일을 하지 않고 버려지는 에너지다. 따라서 이러한 에너지를 회수해 다시 사용할 수 있다면 에너지시스템 전반의 효율을 크게 높일 수 있다. 완전한 탈탄소 에너지체계로 이행하는 데 과도기적인 형태인 복합화력이 대표적인 사례다. 화력발전소는 최대 40% 남짓한 효율을 낸다. 투입한 연료의 에너지 중 40% 정도만 전력으로 변환할 수 있다는 뜻이다. 나머지 60%의 에너지는 열에너지 형태로 손실된다. 이렇게 손실되는 열에너지를 도시의 블록 단위로 온수를 공급하는 지역난방에 활용하면 효율을 70%대까지 끌어올릴 수 있다. 복합화력의 연료로는 폐기물을 소각하는 과정에서 발생하는 열을 주로 사용하고 있지만 태양열이나 지열을 이용한 방식을 지역난방에 적용하는 방안도 활발하게 연구되고 있다.
운송 부문의 전기화 또한 중요한 요소다. 이미 지하철을 비롯한 철도망이 상당 부분 전기화됐으며 도로 교통에서도 전기차가 빠르게 보급되고 있다. 다만 전기차의 핵심 부품인 배터리를 생산하는 과정에서 온실가스가 적지 않게 배출된다는 점을 고려해야 한다. 전기차에 사용되는 전기를 화력발전으로 생산할 경우, 차량의 전체 생애주기에서 전기차가 내연기관차보다 더 많은 온실가스를 생성한다. 이는 차량의 전기화가 재생에너지로의 전환과 함께 추진돼야 함을 뜻한다. 2009년 기준 유럽의 전력 포트폴리오를 바탕으로 계산해보면 전기차의 탄소배출량이 내연기관에 비해 탄소 배출량이 최대 56% 적은 것으로 나타난다.
다만 에너지전환의 다른 요소에 비해 운송 부문의 전기화에는 오랜 시간이 걸릴 것으로 보인다. 현재 시점에서 비행기와 대형 화물 트럭, 선박의 전기화는 어려운 편이다. 이들 운송수단은 대출력이 필요해서 장착해야 하는 배터리의 용량도 큰데, 배터리의 무게로 인해 기체 중량이 지나치게 증가하므로 효율성이 낮아지기 때문이다. 대출력이 필요한 운송수단에는 대안으로 전기로 생산한 바이오연료나 수소를 이용하는 방안이 연구 중이다.

### 에너지전환의 단계
에너지시스템의 변환은 수십 년의 시간 동안 여러 단계에 걸쳐 이루어지는 장기적인 변화다. 따라서 에너지전환 과정은 환경과 우선순위에 따라 다양하게 나타날 수 있다. 많은 연구자들이 에너지전환 과정을 체계화했지만 룬트의 3단계 모델과 헤닝 및 피셰딕의 네 단계 모델이 널리 받아들여진다. 독일에서는 4단계 모델을 도입해 에너지전환을 추진하고 있다.
첫 단계에서는 에너지전환의 필요성을 인식하고 필수적인 기술을 개발하는 단계다. 이후 개발된 기술의 단가를 실용성 있는 수준으로 충분히 낮추고, 전력망에서 재생에너지가 화석연료를 대체하는 단계로 이행된다. 이 과정에서 파편화되거나 독립적으로 구성되어 있던 전력망이 거대한 단일 스마트망으로 통합된다. 한편 통합되어 재구성된 전력망은 수요 중심의 유연한 체계를 갖추도록 재편된다. 에너지효율 개선은 전 과정에 걸쳐 꾸준히 추진돼야 한다.

#### 1단계: 재생에너지원 개발
첫 번째 단계에서는 재생에너지 기술을 개발하고 시장에 진입할 수 있도록 단가를 낮춘다. 단순히 기술 개발을 통해 발전효율을 높이는 데 그치지 않고, 대량생산과 규모의 경제를 실현해 재생에너지가 경제적 타당성을 확보하는 데 중점을 둔다. 전체 전력 포트폴리오에서 재생에너지 25%를 달성하는 것이 목표다. 독일에서는 이 단계가 마무리된 것으로 본다.

#### 2단계: 에너지 체계 통합
두 번째 단계에서는 재생에너지를 전체 전력망에 통합한다. 스마트그리드 구축과 부하조절 기술을 도입하고, 난방, 운송 부문과 발전 부문이 발전 부문과 강력하게 융합되도록 열펌프와 전기차 보급을 추진한다. 전기차와 ESS를 이용해 전력망의 안정성을 높이는 것 또한 중요한 과제다. 전체 전력 포트폴리오에서 재생에너지가 60%를 차지하는 것이 목표다.

#### 3단계: 합성 연료
3단계에서는 재생에너지로 생산된 전력이 충분해 잉여전력을 보관하는 방법을 중점적으로 모색한다. 파워투가스와 같은 기술을 활용해 전기를 화학적 에너지를 지닌 연료로 저장한다. 수소나 메탄이 유력한 후보로 거론된다. 수소는 수소연료전지의 연료로, 메탄은 연소용 연료로 활용된다. 화학적 형태로 변환된 에너지는 배터리에 비해 적은 중량에 더 많이 저장할 수 있으므로 운송 부문과 연계해 활용할 수 있다. 필요 전력의 100%를 재생에너지로 공급하는 것이 목표다.

#### 4단계: 재생가능한 에너지원의 완성
마지막 단계에서는 재래식 에너지원을 전혀 사용하지 않고 재생에너지로만 필요한 에너지를 조달한다. 이 단계에서는 과도기적 화석연료인 가스화력조차 사용되지 않는다. 이 단계에서도 다양한 재생에너지원이 상호 경쟁하며 발전함으로써 전체 전력망의 효율성을 끌어올린다. 다만 이 단계가 실제로 가능한지는 환경에 따라 달라질 수 있다. 에너지 안보 관점에서 국내에서 생산되는 재생에너지만으로 필요량을 모두 충당할 수 있는지가 관건이기 때문이다.

### 한국의 에너지 전환

#### 기본방향
대한민국 에너지 전환의 기본 이념은 제19대 문재인 대통령 ‘고리1호기 영구정지 선포식’ 기념사(2017년 6월 19일)에서 찾아볼 수 있다. 문재인 대통령은 동 기념사를 통해 “국민의 생명과 안전이 무엇보다 중요하다는 것이 사회적 합의로 자리잡았”으므로 “국가의 에너지 정책도 이러한 변화에 발 맞춰야” 하며 에너지 정책이 추구할 목표는 “국민 안전을 최우선으로 하는 청정에너지 시대”라고 밝히고 있다.
에너지 정책 주무부처인 산업통상자원부도 국민의 생명, 안전, 환경에 대한 요구에 부응하기 위해 에너지 전환이 필요하다고 하였다. 아울러 미래에너지 정책의 방향은 “(기존 전통적 에너지원으로부터) “안전하고 깨끗한 에너지로 전환”하는 것이라고 밝히고 있다. 정부의 에너지 정책의 기조는 기존의 수급안정과 경제성 대신 안전성과 친환경성을 중시하고 발전원의 구성은 원전과 석탄 위주 대신 신재생 등 청정에너지 중심으로 전환하는 것을 목표로 하고 있다.

#### 에너지 전환 로드맵
정부의 에너지 전환정책 방향은 2017년 10월 24일 대통령 주재로 개최된 제45회 국무회의에서 산업통상자원부 장관이 보고한 『신고리 5⋅6호기 공론화 후속조치 및 에너지전환 로드맵』에 담겨 있다.
그 주요내용은 첫째, “원전의 단계적 감축”이다. (1) 신고리 5‧6호기는 공론화 결과에 따라 공사를 재개하되, 현재 계획된 신규원전 건설계획은 백지화 (2) 노후원전은 수명연장을 금지하며, 월성 1호기는 전력수급 안정성 등을 고려하여 조기 폐쇄 (3) 에너지전환(탈원전) 로드맵에 따라 원전은 ‘17년 24기에서 ‘22년 28기, ’31년 18기, ‘38년 14기 등으로 단계적으로 감축되며, 이러한 원전의 단계적 감축방안을 제8차 전력수급기본계획(~‘31년)과 제3차 에너지기본계획(~’38년)에 반영 (4) 원전의 단계적 감축과 관련하여, 적법하고 정당하게 지출된 비용에 대해서는 정부가 관계부처 협의 및 국회심의를 거쳐 기금 등 여유재원을 활용하여 보전하되, 필요시 법령상 근거 마련을 추진한다는 세부계획을 포함하고 있다.
에너지 전환 로드맵의 주요내용은 둘째, “재생에너지 확대”이다. (1) 현재 7%인 재생에너지 발전량 비중을 ‘30년 20%로 확대함으로써 원전의 축소로 감소되는 발전량을 태양광, 풍력 등 청정에너지를 확대하여 공급 (2) 세부적으로 ⅰ) 폐기물‧바이오 중심의 재생에너지를 태양광‧풍력 등으로 전환, ⅱ) 협동조합‧시민 중심의 소규모 태양광 사업에 대한 지원  ⅲ) 계획입지 제도 도입을 통해 난개발 방지 ⅳ) 관계부처, 공공기관 협업을 통해 사업발굴 확대 (3) 재생에너지 확대를 위한 구체적 추진방안은 연내 ‘재생에너지 3020 이행계획’에 반영될 계획이다. 에너지 전환 로드맵의 세 번째 주요내용은 “지역‧산업 보완대책”이다.
구체적으로는 (1) 에너지전환에 따라 영향을 받게 되는 지역과 산업이 연착륙할 수 있도록 보완 대책도 강구 (2) 고리 1호기 영구정지(‘17.6월)를 계기로 58개 상용화기술 중 미확보 17개, 38개 원천기술 중 미확보 11개 기술 개발을 추진하며, 향후 성장이 예상되는 해외 원전해체시장을 선점할 수 있도록 동남권 원전해체연구소 설립방안을 위한 용역 추진 (3) 에너지전환에 따른 국내산업 보완대책으로 원전수출을 적극 지원 하기 위해 사우디, 체코, 영국 등에 대해 정상회담, 장관급 양자회담 등을 추진 (4) 신재생 이익공유, 온배수 활용 사업 등 주민, 지자체가 참여하여 소득을 창출할 수 있는 다양한 사업을 추진하며, 금년 중 정책연구용역을 통해 세부 시행방안을 마련 (5) 원전산업 중소‧중견기업의 판로 전환 등을 지원하기 위하여 산업계와 함께 참여형으로 에너지전환에 따른 보완대책 수립 (6) 한수원은 원전안전운영과 해체산업 중심으로 사업구조를 개편하고, 기타 신규사업 발굴을 추진하는 방향으로 검토하며, 원전 산업계의 의견을 적극 수렴 등의 내용을 포함하고 있다.

#### 에너지 정책
「에너지 전환 로드맵」의 주요사항 중 “원전의 단계적 감축”에 관한 사항은 제8차 전력수급기본계획(~‘31년)을 통해 구체화되었고 제3차 에너지기본계획(~’38년)에 반영될 예정이다.
전력수급기본계획은, 중장기 전력수요 전망 및 이에 따른 전력설비 확충을 위해 전기사업법 제25조 및 시행령 제15조에 따라 15년 장기계획을 담아 2년 주기로 수립된다. ’02년 ｢제1차 전력수급기본계획｣을 시작으로 총 8차례 계획이 수립되었다. 제8차 전력수급기본계획은 2017년부터 2031년까지를 대상으로 하고 있다. 주요내용은 직전 계획에 대한 평가, 장기 수요전망, 수요관리 목표, 발전 및 송변전 설비계획, 온실가스 감축노력 등이다. 동 계획에 따르면 2030년 목표수요는 100.5GW이며 발전설비 용량은 적정 설비예비율 22%를 더하여 122.6GW로 산정하였다.
설비용량 계획시 고려사항을 발전원별로 살펴보면 다음과 같다. (1) 원자력 발전의 경우 월성1호기는 2018년부터 공급에서 제외하며 ‘23~30년간 노후원전 10기(8.5GW) 중단 및 신규 6기(신한울 3･4호기, 천지 1･2호기, 신규원전 1･2호기) 백지화 반영, 신고리 6호기(1.4GW) 준공 등이 핵심이다. (2) 석탄 발전의 경우 ’17∼’22년에는 노후 7기(2.8GW) 폐지하되, 신규석탄 7기를 건설(7.3GW)하며 ’23∼’30년에는 당진에코 1․2호기, 태안 1․2호기, 삼천포 3․4호기는 LNG로 연료전환(2.1GW) 한다. (3) 신재생에너지의 경우 재생에너지 3020계획에 따라 태양광 및 풍력 중심으로 58.5GW까지 확충하되 태양광(33.5GW) 및 풍력(17.7GW)은 ‘30년 신재생 전체의 88% 수준이 되도록 한다. (4) LNG 발전의 경우 제주도 전력수급 대응을 위해 0.125GW(’20.6월) 추가하고 석탄발전설비 6기를 LNG로 전환하는 등 ‘17년(37.4GW) 대비 '30년(44.3GW)까지 16% 증설한다. (5) 기타, 제7차 전력수급계획에 반영되었던 유류발전소 2.8GW 증설계획은 폐지한다.
에너지기본계획은 에너지 부문의 모든 분야를 총망라하며, 다른 에너지 관련 계획들과 체계적으로 연계하고 거시적인 관점에서 조정하는 종합계획으로서 에너지원별, 부문별 등 다른 에너지 관련 계획에 대해 원칙과 방향을 제시 하는 성격을 가지는 최상위계획이다. 저탄소녹색성장기본법 제41조에 의거, 동 기본계획에 포함되어야 하는 사항은 (1) 국내외 에너지 수요와 공급의 추이 및 전망 (2) 에너지의 안정적 확보, 도입․공급 및 관리를 위한 대책 (3) 에너지 수요목표, 에너지원 구성, 절약 및 에너지 이용효율 향상 (4) 신재생에너지 등 환경친화적 에너지의 공급․사용을 위한 대책 (5) 에너지 안전관리를 위한 대책 (6) 기술개발, 전문인력 양성, 국제협력, 자원개발, 에너지 복지 등이다.
「에너지 전환 로드맵」 주요사항 중 “재생에너지 확대”에 관한 추진방안은 2017년 10월 20일 산업통상자원부가 발표한 「재생에너지 3020 이행계획」으로 구체화되었다.
동 계획은 삶의 질을 높이는 참여형 에너지체계로의 전환을 비전으로 삼고 전력계통 안정성, 국내기업의 보급여건, 잠재량 등을 고려하여 2017년 현재 7.6%인 재생에너지 발전량 비중을 2030년에는 20%까지 늘린다는 목표를 설정하였다. 이에 따라 2030년까지 재생에너지 설비용량은 63.8GW로 늘고, 재생에너지 중에서도 청정에너지로 여겨지는 태양광, 풍력 등이 신규 설비용량의 95% 이상 공급될 예정이다. 이를 실현하기 위해 도시형 태양광 확대, 농가 태양광 확대, 협동조합 및 사회적기업 확대, 공공 및 민간주도 대규모 프로젝트 개발, 한국형 FIT 도입, 전력거래제도 개선, 규제완화 등의 세부과제를 추진한다는 계획을 담고 있다.
에너지기본계획은 에너지법 제10조 제1항을 근거로 수립되는데 20년을 계획기간으로 5년마다 수립·시행되며 2008년에 제1차 기본계획이 수립되었다.  2014년 발표된 제2차 에너지기본계획에서는 신재생에너지 발전 비중을 2025년 7.5%, 2035년 11%로 제시했으며 원자력발전소 비중을 26%에서 29%로 높이기 위해 7GW의 신규 원전의 추가 건설이 필요하다는 내용이 포함됐었다. 반면 제3차 에너지기본계획에서는 신재생에너지 비중을 2040년까지 30~35%로 확대하고, 원자력발전과 석탄발전은 단계적으로 감축하기로 방침을 정했다.
제2차 에너지기본계획과 제3차 에너지기본계획 비교 (산업통상자원부)
| 구 분                | 제2차 에너지기본계획(~2035년)                        | 제3차 에너지기본계획(~2040)                                            |
| 최종에너지 수요 전망 | 연평균 0.88% 증가                                    | 연평균 0.8% 증가                                                       |
| 최종에너지 감축 목표 | 13.3%                                                | 18.6%                                                                  |
| 신재생에너지 비중    | 2025년7.5% / 2035년 11%                              | 2030년 20% / 2040년 30~35%                                             |
| 원자력발전 설비 비중 | 29%                                                  | -                                                                      |
| 전기요금             | 원가변동 요인을 적기에 반영, 환경·사회적 비용 현실화 | 연료비 등 원가변동 요인과 외부비용이 탄력적으로 반영되는 요금체계 정립 |

「에너지 전환 로드맵」 주요사항 중 “재생에너지 확대”에 관한 추진방안은 2017년 10월 20일 산업통상자원부가 발표한 「재생에너지 3020 이행계획」으로 구체화되었다.
동 계획은 삶의 질을 높이는 참여형 에너지체계로의 전환을 비전으로 삼고 전력계통 안정성, 국내기업의 보급여건, 잠재량 등을 고려하여 2017년 현재 7.6%인 재생에너지 발전량 비중을 2030년에는 20%까지 늘린다는 목표를 설정하였다. 이에 따라 2030년까지 재생에너지 설비용량은 63.8GW로 늘고, 재생에너지 중에서도 청정에너지로 여겨지는 태양광, 풍력 등이 신규 설비용량의 95% 이상 공급될 예정이다. 이를 실현하기 위해 도시형 태양광 확대, 농가 태양광 확대, 협동조합 및 사회적기업 확대, 공공 및 민간주도 대규모 프로젝트 개발, 한국형 FIT 도입, 전력거래제도 개선, 규제완화 등의 세부과제를 추진한다는 계획을 담고 있다.

## 같이 보기
- 독일의 에너지 전환(영어판)
- 재생 가능 에너지
- 녹색 산업 정책(영어판)
- 100% 재생 에너지
- 출처별 전기비용#미국(영어판)
- 미국의 태양광 발전(영어판)
- 에너지 옵저버(영어판)
- 네 번째 혁명_에너지(영어판)
- 화석연료 단계적 퇴출(영어판)
- 독일 신재생에너지 실행계획(영어판)
- 국가별 재생에너지 전력생산량(영어판)
- 파리협정
- 패시브하우스
- 신재생 에너지 상용화(영어판)
- 유럽연합의 재생에너지(영어판)
- 소프트 에너지 경로(영어판)